# Swinkels
La famiglia Swinkels è una delle più famose famiglie nei Paesi Bassi nel settore della birra. Possiede una fabbrica di birra a Lieshout dal 1773. La birreria è stata spostata nel 1924 dal Kerkdijk in una nuova posizione in Lieshout. In quell'occasione, la famiglia ha adottato il nome per la fabbrica di birra Bavaria. La famiglia Swinkels si trova annualmente inserita nel Quote 500, una lista dei cinquecento cittadini olandesi più ricchi al momento della compilazione, pubblicata dalla rivista economica Quote.

## Origine
La prima menzione del nome della famiglia Swinkels si trova nel registro delle sepolture del 1617 della parrocchia di San Clemente di Gerwen, a neanche 5 km a sud di Lieshout. È il nome di un certo Aert Martens, defunto a 73 anni nella casa di Swinckel (73 etatis anno in domo op Swinckel). Aert Martens era nato nel 1544 a Mierlo come figlio di Martin Aerts. A quei tempi ai bambini veniva sempre aggiunto il nome del padre. Altri nomi non erano necessari; sono stati talvolta utilizzati, ma non molto frequentemente. Inoltre, erano anche in grado di cambiarsi il nome, per esempio con un soprannome oppure col nome del luogo di origine.
Aert Martens era sposato con Jenneken Henricks, figlia del conduttore della azienda Swinckel. Questa fattoria, chiamata anche Gansewinckel, era situata nella frazione Spekt di Gerwen ed è stata una delle fattorie della prioria di Hooidonk. Con ogni probabilità Aert Martens portava avanti la fattoria di suo padre e col tempo la fattoria prese il nome dal podere che aveva affittato. Più tardi Swinckel è stato gradualmente trasformato in Swinckels e infine in Swinkels.
Joanna Swinckels, una nipote di Aert Martens Swinckel, nacque nel 1617 a Nuenen, l'anno in cui suo nonno morì. A Gerwen nel 1636 sposò Joseph Teunis (1620–1689) e la coppia si stabilì a Lieshout nel 1650 o poco dopo. Joseph Teunis ha introdotto nella sua nuova residenza il nome Swinckels, propenso a rendere più chiare le proprie origini. Inoltre anche i loro bambini hanno avuto il cognome Swinckels. Il figlio Jan Joseph Swinckels (1647–1712) era il nonno di Ambrosius Swinckels (1741–1805), l'uomo che è entrato in possesso nel 1773 della fabbrica di birra in Kerkstraat, una via di Lieshout.

## Cognome
Il cognome Swinkels è frequente nei Paesi Bassi, dove lo si riscontra soprattutto nel sud. Tuttavia ci sono diverse varianti del nome, tra cui Zwinkels e Swinckels.